# Évangile des Ébionites

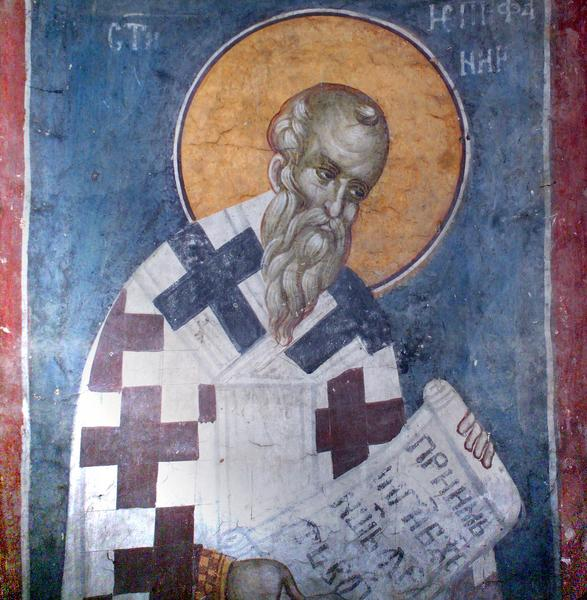
L'ouvrage d'Épiphane de Salamine, Panarion, s'appelle aussi Contre les hérésies. Il constitue la source principale de ce que l'on sait sur l'Évangile des Ébionites.

L'Évangile des Ébionites est le nom traditionnel donné à un évangile judéo-chrétien utilisé par ceux que les hérésiologues chrétiens des IIe – IVe siècle appellent les Ébionites. Il a aujourd'hui complètement disparu et n'est connu que par de courtes citations qu'en font certains Pères de l'Église. Les seuls fragments attribués consensuellement à cet évangile sont sept courtes citations faites par Épiphane de Salamine dans son Panarion.
Le titre original de l'Évangile est inconnu. Il pourrait avoir été appelé « Évangile selon les Douze Apôtres » ou « Évangile selon les Apôtres » dans les communautés ébionites et « Évangile selon les Hébreux » à l'extérieur de celles-ci. Pour la plupart des critiques l'Évangile des Ébionites a vraisemblablement été rédigé en grec et non pas en langue hébraïque. La plupart des spécialistes s'accordent pour dater cet évangile de la première moitié du IIe siècle. Il pourrait avoir été composé dans la province romaine de Syrie ou plus précisément dans la région à l'est du Jourdain.
Parmi les particularités qui distinguent le texte on trouve l'absence de la naissance virginale de Jésus et de sa généalogie, une christologie adoptianiste dans laquelle c'est au moment de son baptême que Jésus est choisi pour être le fils de Dieu, la tâche qui lui est confiée d'abolir les sacrifices juifs, et un plaidoyer en faveur de la pratique du végétarisme. Les hérésiologues chrétiens disent que cet Évangile a été utilisé par les « Ébionites » au temps de l'Église primitive, mais l'identité du groupe ou des groupes qui ont utilisé ce texte reste une affaire de conjecture.

## Intitulé
Le titre de cet évangile « n'est pas très assuré. » « Irénée de Lyon affirme que les ébionites reconnaissent l'Évangile selon Matthieu (Contre les hérésies III 11, 7). Eusèbe de Césarée le désigne sous le nom d'Évangile selon les Hébreux » et selon lui, « il s'agit de l'original hébreu de l'Évangile selon Matthieu (Histoire ecclésiastique III, 27, 4). » Épiphane de Salamine précise que les ébionites emploient l'Évangile selon Matthieu — d'après une version « altérée et mutilée » — qu'ils appellent selon les Hébreux (Panarion 30, 13, 2).
L'Évangile des Ébionites est également appelé Évangile selon les Douze Apôtres notamment à cause du titre donné par Origène (Homélies sur Luc I, 1), mais qui n'est accompagné d'aucun texte. Ce titre est mis en rapport avec le fragment qui énumère les noms des Douze et qui formule que Matthieu écrit au nom de tous. De plus Jérôme de Stridon indique que — d'après lui — l'Évangile des Ébionites est le même que l'Évangile selon Matthieu (Contre les Pélagiens 3, 2). Tous les témoignages soulignent une relation entre l'Évangile selon Matthieu et l'Évangile des Ébionites. Son nom dans les communautés ébionites pourrait avoir été Évangile selon les Douze Apôtres ou Évangile selon les Apôtres et à l'extérieur Évangile selon les Hébreux.

## Composition de cet évangile
Pour la plupart des critiques l'Évangile des Ébionites a été vraisemblablement rédigé en grec et non pas en langue hébraïque. Cette hypothèse repose sur un jeu de mots en grec, qui est impossible en araméen ou en hébreu (fragment n° 2). Toutefois pour Simon Claude Mimouni, « il reste envisageable de penser que la langue originale de ce texte a pu être soit l'araméen soit l'hébreu. »
La plupart des spécialistes s'accordent pour dater cet évangile de la première moitié du IIe siècle. À partir des quelques extraits connus, ces spécialistes estiment que cet évangile est une « harmonie » des évangiles synoptiques : Marc, Matthieu et Luc, « ce qui implique une composition postérieure aux années 100. » D'autre part, il ignore l'évangile selon Jean, ce qui impose de situer la composition de cet écrit avant le milieu du IIe siècle. En constatant qu'est rapporté dans le chapitre 88 du Dialogue avec Tryphon de Justin de Naplouse une tradition qui semble issue de la même source que l'Évangile des Ébionites — voire directement de l'évangile lui-même —
certains chercheurs, comme Mimouni, estiment que l'on pourrait le dater « avec une certaine assurance, entre 100 et 135 environ. »

## Origine géographique
Il est difficile de localiser l'origine de cet écrit. Toutefois Mimouni estime possible de présumer que cet Évangile est originaire des communautés ébionites dont les hérésiologues chrétiens signalent l'existence dans la province romaine de Syrie. D'une part, parce qu'il semble présenter de nombreuses ressemblance avec l'évangile selon Matthieu, lui aussi originaire de ces régions. D'autre-part, parce qu'il a fort probablement été utilisé par les communautés ébionites de Palestine et d'Arabie. Kloppenborg estime que cette harmonie des Évangiles a été composée dans la région située à l'est du Jourdain ou aux alentours.

## Contenu
Les seuls fragments attribués consensuellement à cet évangile sont les sept transmis par Épiphane de Salamine dans son Panarion,. Selon Simon Claude Mimouni, il faut distinguer cet évangile judéo-chrétien, de l'Évangile des Hébreux ou des Nazaréens. Pour Ron Cameron[Qui ?], il s'agit d'une harmonie des Évangiles synoptiques composée en grec avec divers développements et raccourcis reflétant la théologie de l'auteur.
Les citations sont utilisées dans le cadre de la polémique destinée à souligner les incohérences dans les croyances et les pratiques des Ébionites par rapport à l'orthodoxie nicéenne. Les sept citations sont numérotées de GE 1 à GE 7 dans Les Apocryphes du Nouveau Testament de Schneemelcher.
Parmi les particularités qui distinguent le texte, on trouve l'absence de la naissance virginale de Jésus et de sa généalogie, une christologie adoptianiste dans laquelle c'est au moment de son baptême que Jésus est choisi pour être le fils de Dieu, la tâche qui lui est confiée d'abolir les sacrifices juifs, et un plaidoyer en faveur de la pratique du végétarisme. On a dit que cet Évangile a été utilisé par les « Ébionites » au temps de l'Église primitive, mais l'identité du groupe ou des groupes qui ont utilisé le texte reste une affaire de conjecture.

## Relation avec les autres textes chrétiens
L'Évangile des Ébionites est l'un des évangiles judéo-chrétiens, avec l'Évangile des Hébreux et l'Évangile des Nazaréens, dont il ne subsiste que des fragments dans les citations des Pères de l'Église. 
On a remarqué une similitude entre cet Évangile et un document source contenu dans les Recognitions clémentines (Rec. 1.27 à 71), conventionnellement appelé par les spécialistes Ascensions de Jacques, en ce qui concerne l'ordre d'abolir les sacrifices juifs.
Selon Simon Claude Mimouni, « l'hypothèse que les influences littéraires rencontrées dans l'Évangile des ébionites proviennent des Évangiles synoptiques » est vraisemblable. Il précise toutefois que « rien ne s'oppose à ce que l'Évangile des ébionites puisse trouver son inspiration, tout comme d'ailleurs les Évangiles synoptiques, dans une autre source qui aurait été antérieure et commune à tous. »